# Haplophaedia aureliae
El calzadito verdoso norteño (Haplophaedia aureliae), también denominado zamarrito verdoso (en Ecuador y Panamá), calzoncitos verdoso o helechero común (en Colombia) o colibrí pantalón verdoso, es una especie de ave apodiforme de la familia Trochilidae (los colibríes) perteneciente al género Haplophaedia. Es nativo del extremo oriental de América Central y del noroeste de América del Sur.

## Distribución y hábitat
Se distribuye de forma disjunta por las montañas del extremo oriental de Panamá y adyacente noroeste de Colombia, por las tres cadenas andinas de Colombia y por la pendiente oriental de los Andes de Ecuador. También existen registros en el norte de Perú.
Esta especie es considerada bastante común y hasta localmente abundante en sus hábitats naturales: el sotobosque y los bordes de selvas húmedas montanas y pre-montanas en la zona subtropical, en altitudes entre 1500 y 3100 m, más abundante por debajo de los 2500 m.

## Sistemática

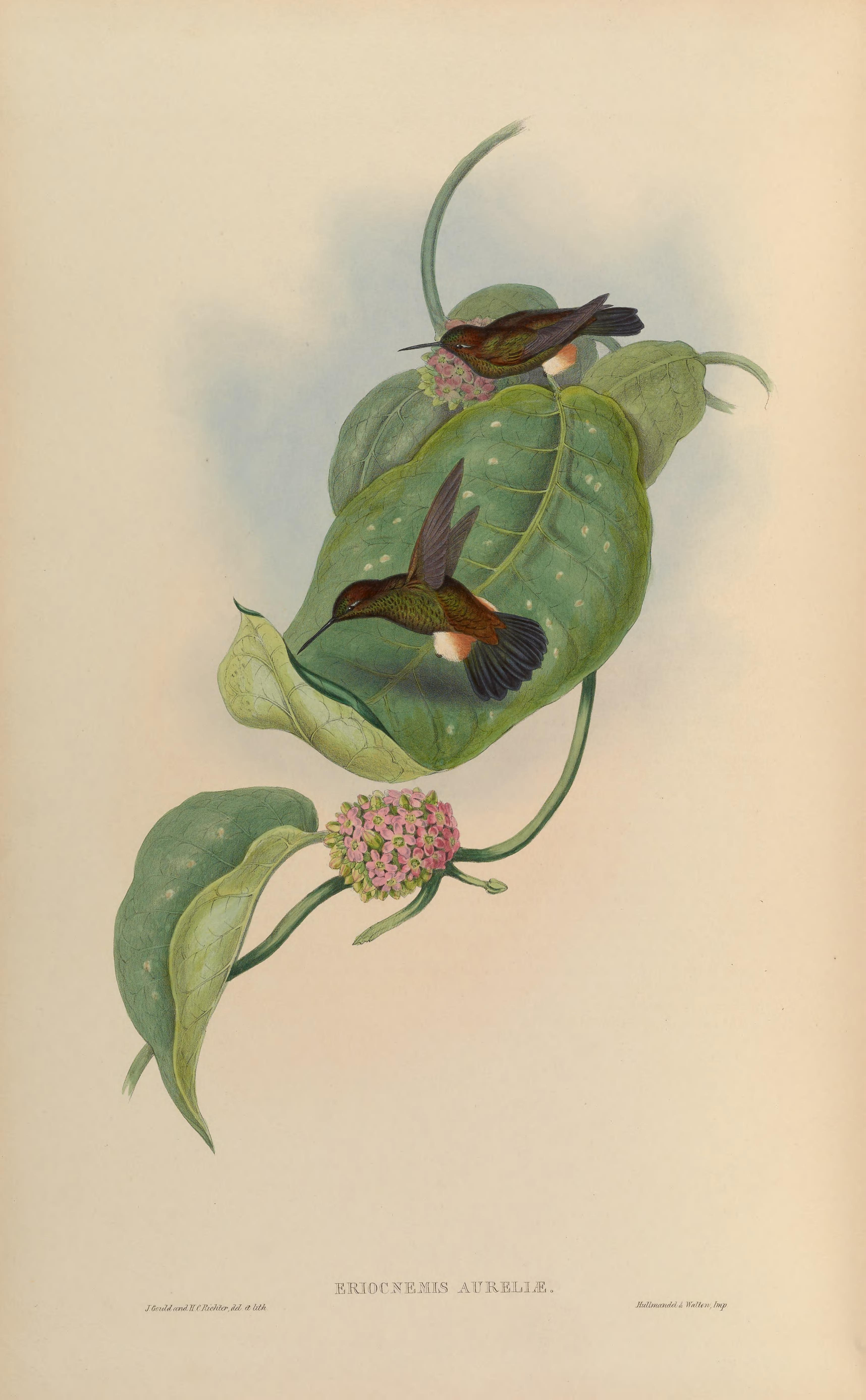
Eriocnemis aureliae, sinónimo de Haplophaedia aureliae, ilustración de Gould y Richter en A monograph of the Trochilidae, or family of humming-birds 4, 1861.

### Descripción original
La especie H. aureliae fue descrita por primera vez por los ornitólogos franceses Jules Bourcier & Étienne Mulsant en 1846 bajo el nombre científico Trochilus aureliae; su localidad tipo es: «Bogotá».

### Etimología
El nombre genérico femenino «Haplophaedia» es una combinación de las palabras del griego «haploos» que significa ‘liso’, y «phaidros» que significa ‘brillante’; y el nombre de la especie «aureliae», es un homenaje a Aurélie Hénon esposa del botánico francés Jacques Louis Hénon.

### Taxonomía
La especie Haplophaedia assimilis fue tratada en el pasado como una subespecie de la presente y como especie plena, el calzadito verdoso sureño, a partir del año 2000. Una nueva Propuesta No 923 al Comité de Clasificación de Sudamérica (SACC) de tratamiento como conespecíficas fue unánimemente rechazada.
La subespecie propuesta H. aureliae bernali Hernández-Camacho & Romero-Zambrano, 1979, de Santander, en el centro norte de Colombia, se considera indistinguible de subespecie nominal.

### Subespecies
Según las clasificaciones del Congreso Ornitológico Internacional (IOC) y Clements Checklist/eBird  se reconocen seis subespecies, con su correspondiente distribución geográfica:
- Haplophaedia aureliae floccus (Nelson), 1912 – extremo este de Panamá y adyacente noroeste de Colombia (cerro Malí, cerro Tacarcuna)
- Haplophaedia aureliae galindoi Wetmore, 1967 – extremo este de Panamá (cerro Pirre).
- Haplophaedia aureliae caucensis (Simon), 1911 – montañas del sureste de Panamá hasta los Andes occidentales y centrales de Colombia.
- Haplophaedia aureliae aureliae (Bourcier & Mulsant), 1846 – Andes orientales y probablemente la pendiente oriental de los Andes centrales de Colombia.
- Haplophaedia aureliae russata (Gould), 1871 – pendiente oriental de los Andes de Ecuador (al sur por lo menos hasta el oeste de Pastaza).
- Haplophaedia aureliae cutucuensis Schuchmann; Weller & Heynen, 2000 – pendiente oriental en el sur de Ecuador (cordillera de Cutucú y cordillera del Cóndor). Probablemente esta subespecie registrada en el norte de Perú.